# NGC 4036
NGC 4036 is een elliptisch sterrenstelsel in het sterrenbeeld Grote Beer. Het hemelobject werd op 19 maart 1790 ontdekt door de Duits-Britse astronoom William Herschel.

## Synoniemen
- UGC 7005
- MCG 10-17-125
- ZWG 292.59
- IRAS 11588+6210
- PGC 37930